# 吉迪昂·森貝克
奥托·弗莱德里克·吉迪昂·森貝克 （1880年4月24日—1954年6月21日，又译吉德昂·逊德巴克），是一位瑞典裔美國籍的電機工程師，將拉鏈改進為現代常見的樣式，獲有拉鏈的專利。並在加拿大設立閃電扣件公司（Lightning Fastener Compan）以生產他所發明的拉鏈。1905年森贝克移民美国。
2012年4月24日，Google为纪念森貝克诞辰，推出了拉链状doodle。

## 1917年专利
美国专利#1,219,881号（1914年申请, 1917年获颁发）:

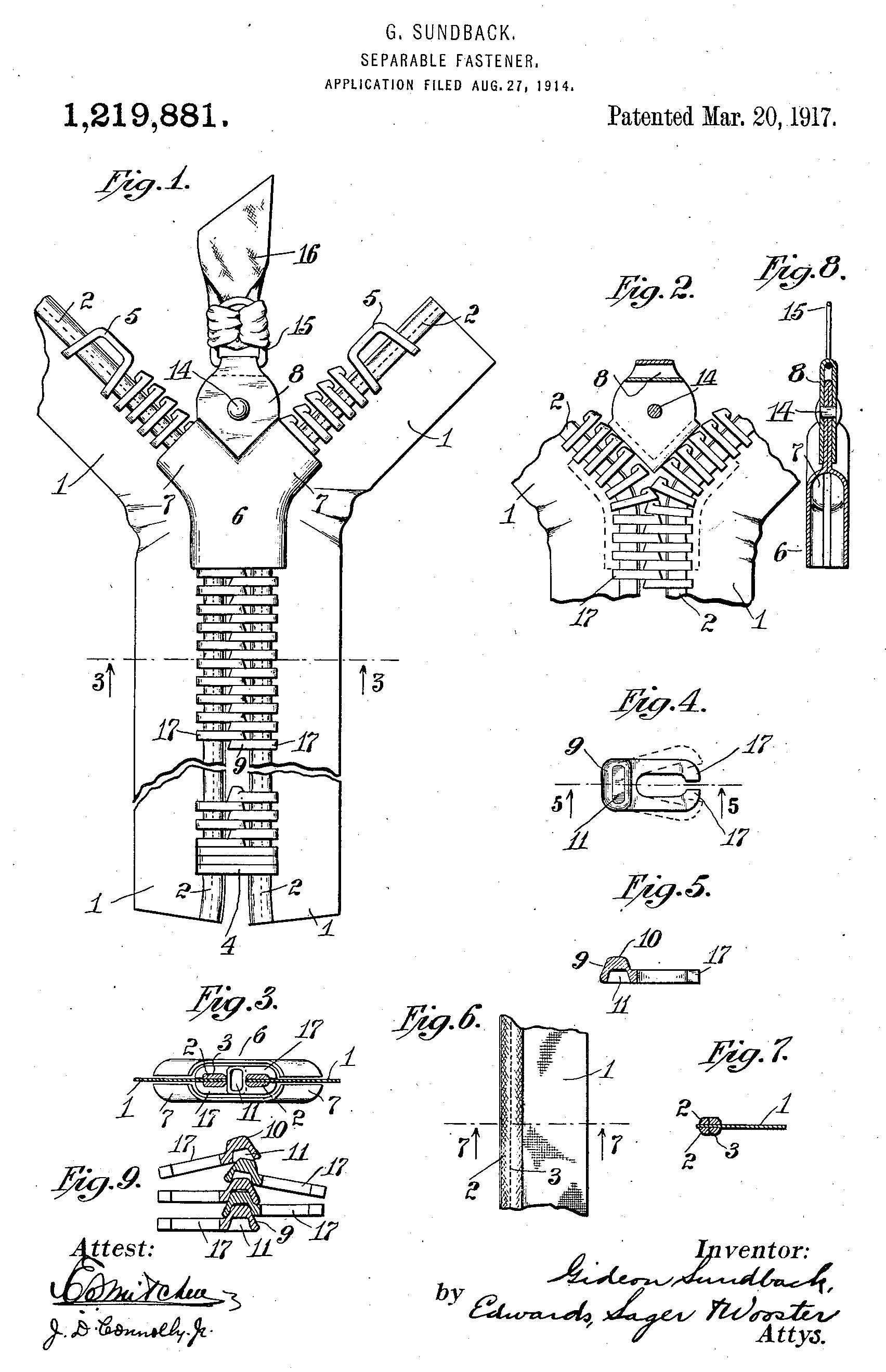
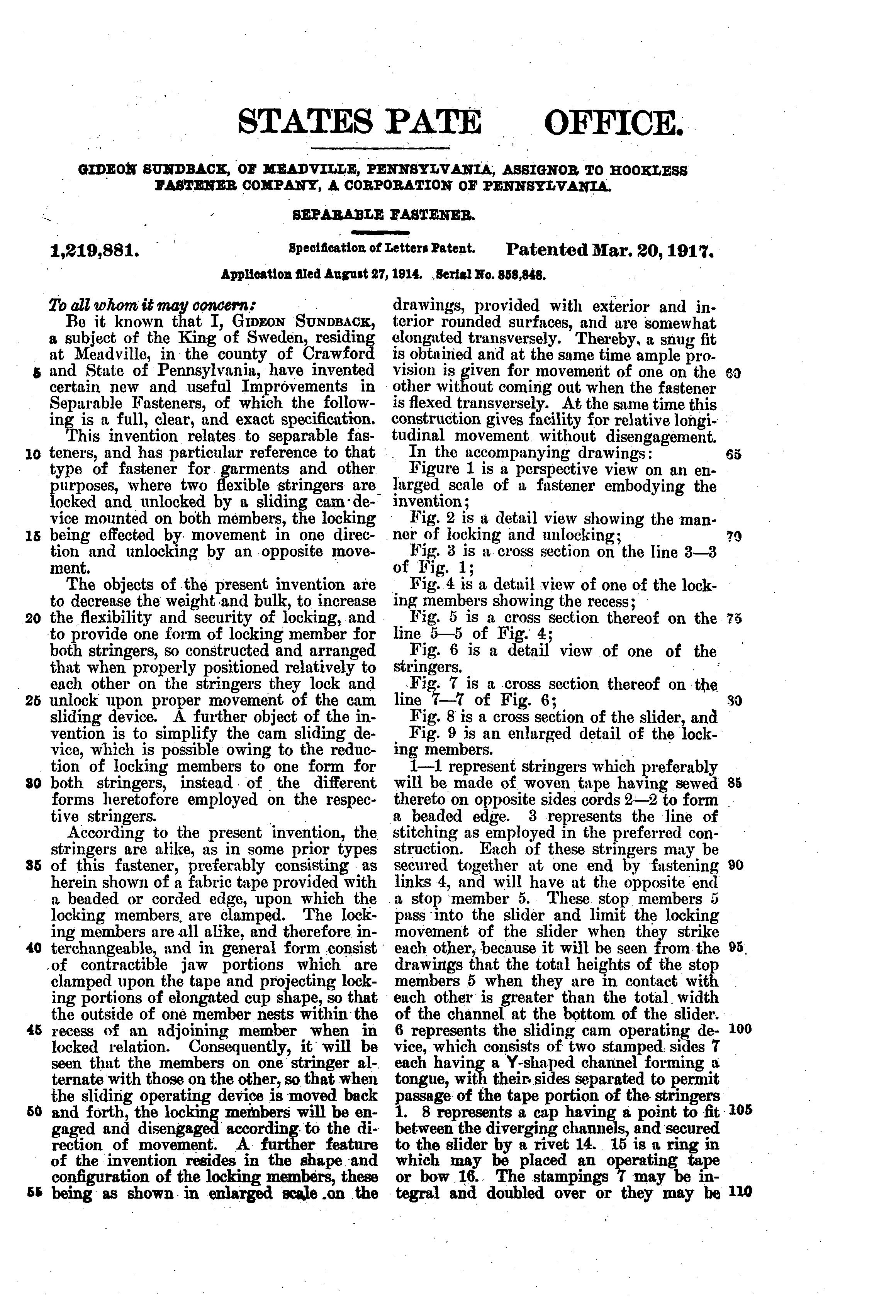
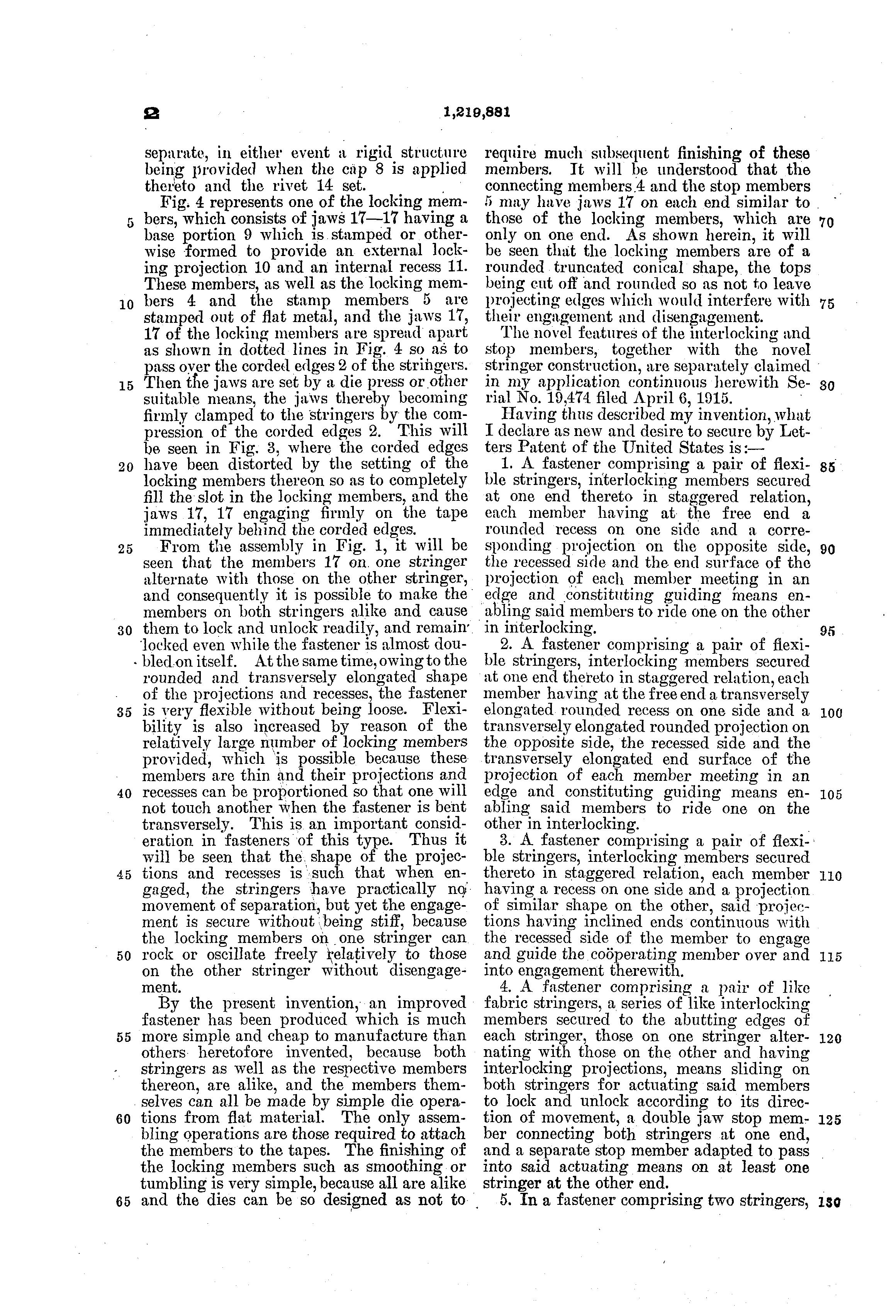
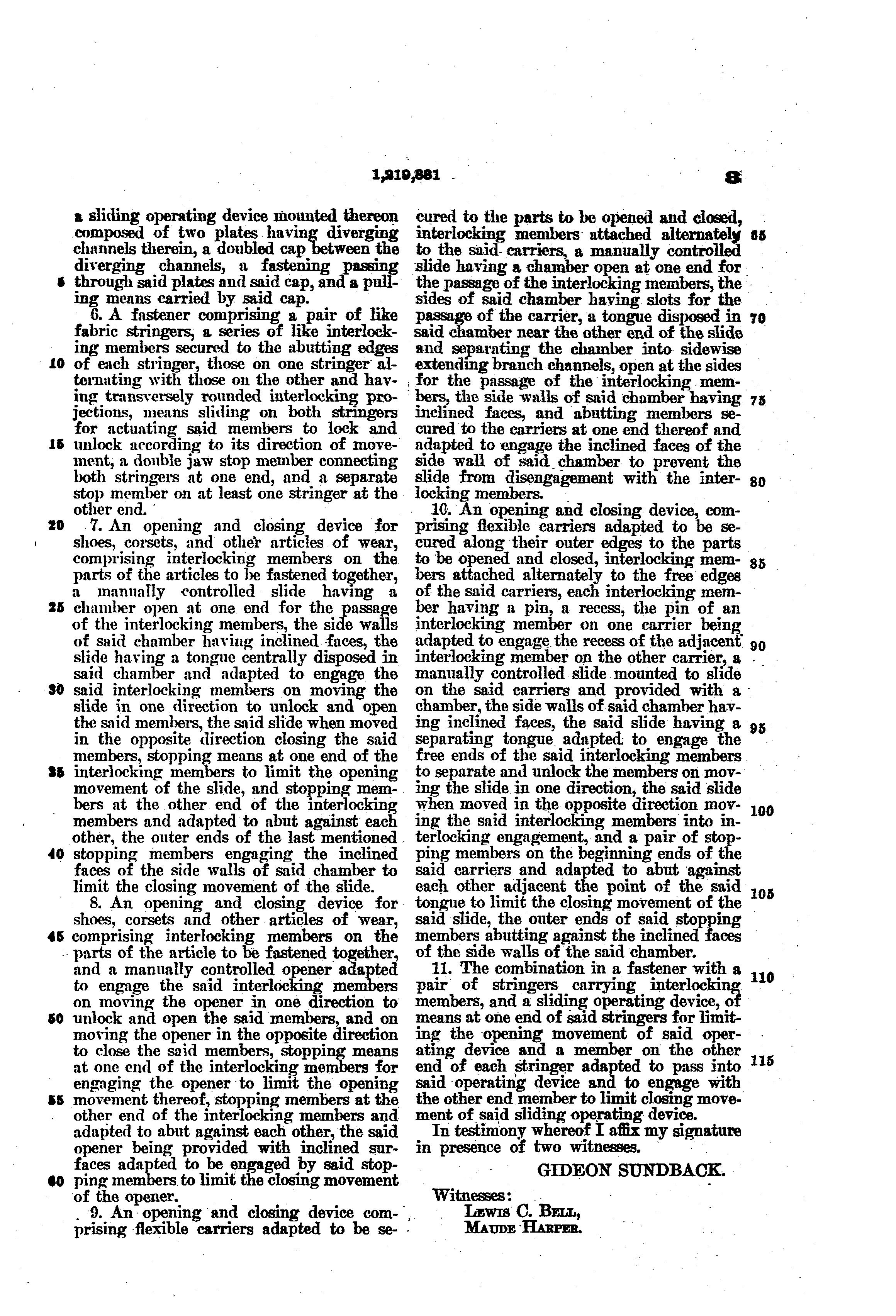
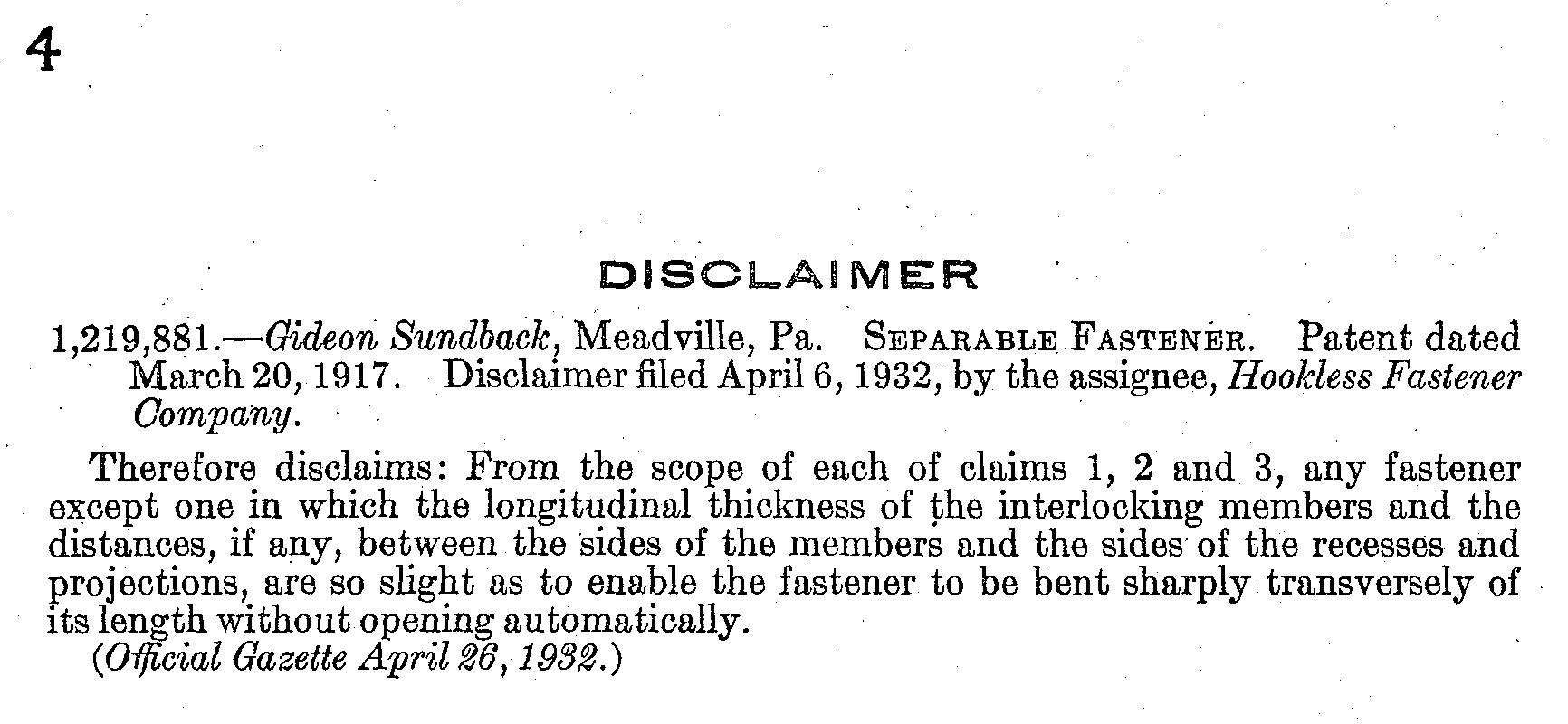